# Ria-Leco
Ria-Leco (Rileco, Rileko) ist eine osttimoresische Aldeia im Suco Maubisse (Verwaltungsamt Maubisse, Gemeinde Ainaro). 2015 lebten in der Aldeia 382 Menschen.

## Geographie
Die Aldeia Ria-Leco liegt im Norden des Sucos Maubisse. Südwestlich befindet sich die Aldeia Goulala, südlich die Aldeia Teli-Tuco, südöstlich die Aldeia Lequi-Tei und nordöstlich die Aldeia Hautado. Im Norden grenzt Hautado an das Verwaltungsamt Aileu (Gemeinde Aileu) mit seinen Sucos Fatubossa und Lahae.
Straßen durchqueren den Nordosten der Aldeia. Im Norden liegt das Dorf Ria-Leco. Ansonsten besteht die Besiedlung vorwiegend aus einzeln stehenden Häusern, die sich in der Aldeia verteilen.